# St. Maria (Haßlach bei Teuschnitz)

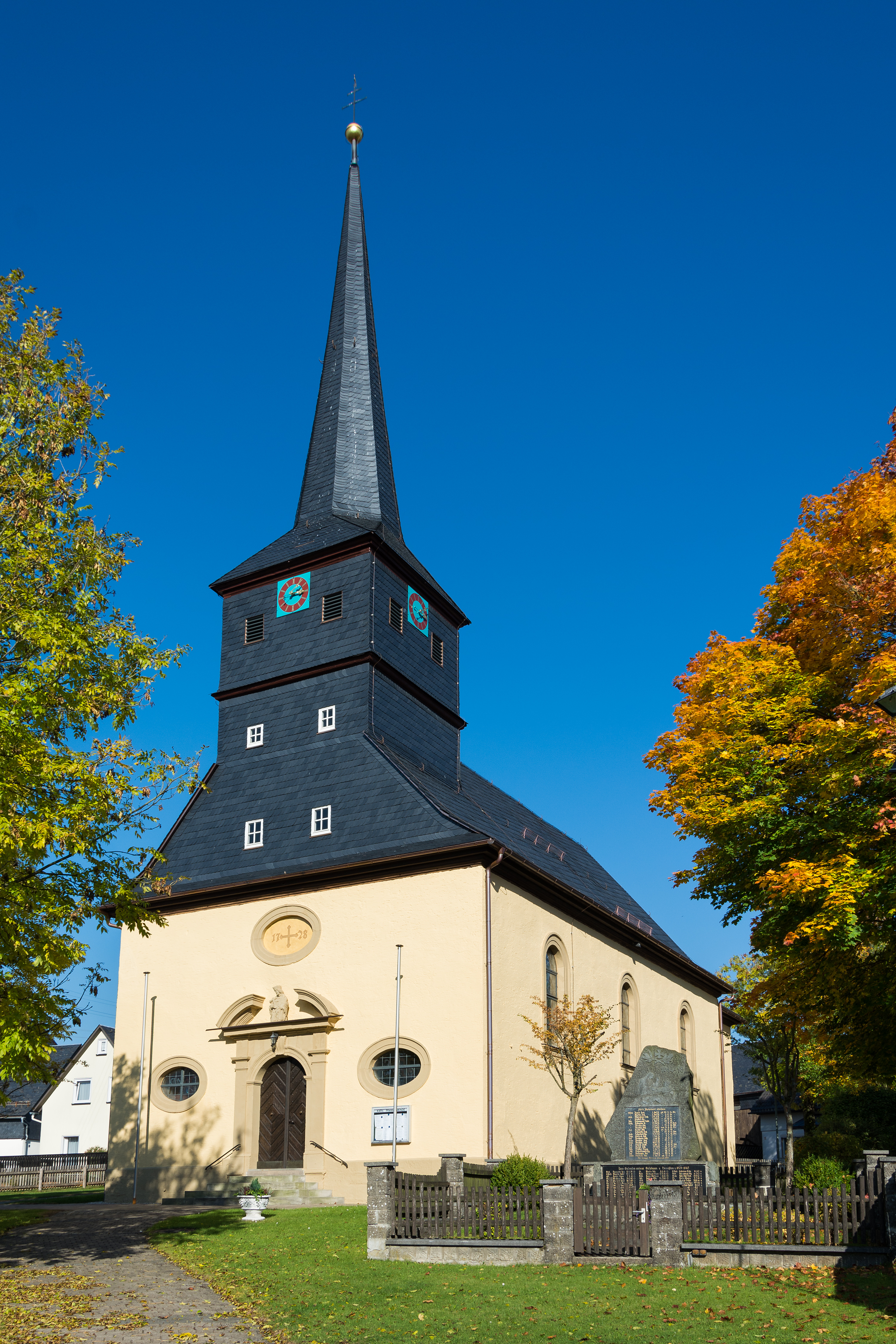
Wallfahrtskirche St. Maria

Die katholische Wallfahrtskirche Maria, Königin der Märtyrer und der vierzehn heiligen Nothelfer steht in der Ortsmitte von Haßlach, einem Gemeindeteil der oberfränkischen Stadt Teuschnitz.

## Geschichte
Die Existenz eines Kirchengebäudes in Haßlach ist erst für das Jahr 1563 urkundlich belegt. Dieser Vorgängerbau der heutigen Kirche wurde 1639 durch einen Brand zerstört. Der Wiederaufbau erfolgte in den Jahren 1645/46, wenig später wurde der baufällige Turm erneuert. Ihr heutiges Erscheinungsbild erhielt die Kirche zwischen 1725 und 1728, als das Langhaus und die Sakristei neu erbaut wurden.:121
Von Anfang September 2014 bis Mai 2015 wurden die Außenfassade und die schadhafte Dacheindeckung der Kirche umfassend saniert.

### Datierung
Lange Zeit galt die auf dem Luckenberg in Haßlach stehende Kirche als älteste Stätte der Nothelferverehrung in Deutschland. Ein Vorgängerbau der heutigen Kirche soll bereits 1124 von Bischof Otto von Bamberg, der sich auf einer Missionsreise nach Pommern befand, geweiht worden sein. Diese im 17. oder 18. Jahrhundert entstandene These beruht jedoch vermutlich auf einer Namensverwechslung und gilt inzwischen weitgehend als widerlegt. Die Reiseroute des Bischofs, der während seiner Missionsreise zwei Kirchen in „Vohendreze“ und in „Luckenberge“ weihte, führte von Bamberg über Kloster Michelfeld und Vohenstrauß in der Oberpfalz weiter nach Prag und nicht durch das nördliche Oberfranken. „Vohendreze“ ist das heutige Vohenstrauß, genauer dessen Ortsteil Altenstadt, sodass sich der Name „Luckenberge“ mit großer Wahrscheinlichkeit auf das unweit von Vohenstrauß gelegene Leuchtenberg beziehen dürfte und nicht auf den Luckenberg in Haßlach.:120
Ein weiteres Indiz ist, dass im benachbarten Teuschnitz, das 1187 erstmals urkundlich erwähnt wurde, um 1190 eine neue Kirche errichtet wurde, die als Pfarrkirche für die umliegenden Orte Reichenbach, Steinbach am Wald und Windheim diente. Weder der Ort Haßlach noch die dort vermutete Kirche wurden dabei erwähnt. Bei der ersten urkundlichen Nennung des Ortes am 23. Juni 1250 wurde ebenfalls keine Kirche erwähnt.:118
Auch ein vermeintlicher Grundstein aus dem 12. Jahrhundert kann nicht als Beleg für die Existenz eines Kirchengebäudes zur damaligen Zeit dienen. Die Sandsteinplatte, die 1954 bei Arbeiten im Ostteil des Langhauses gefunden wurde, wies an der Stirnseite mehrere Einkerbungen auf, die als römische Zahl MCXXI (1121) interpretiert wurden. Die Einkerbungen wurden daraufhin entsprechend nachbearbeitet und um die Jahreszahl 1121 in arabischer Zahlschrift ergänzt. Durch diese Veränderungen besitzt der Stein keinerlei urkundlichen Wert und muss als Fälschung angesehen werden.:120

## Ausstattung

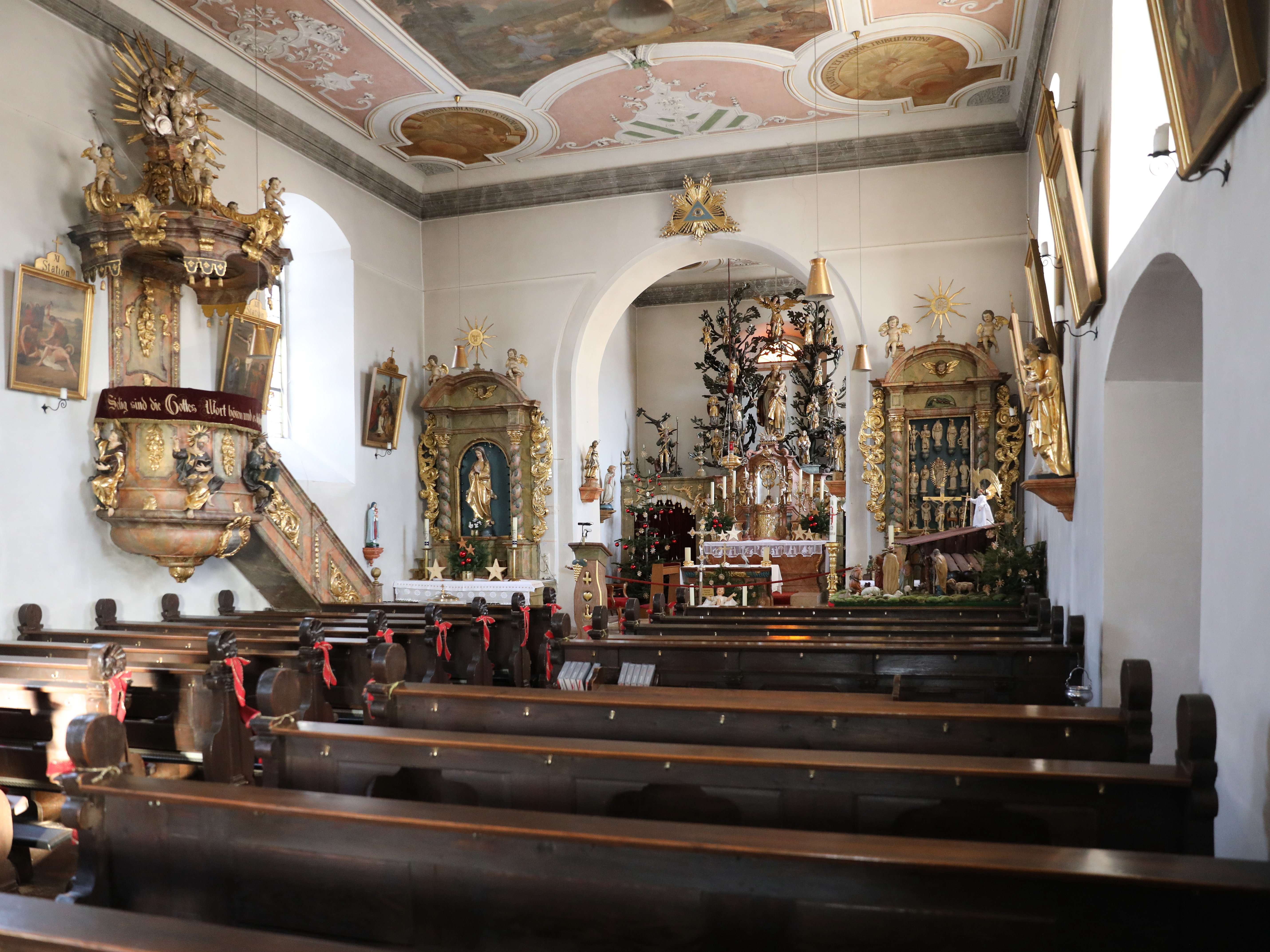
Innenraum

Der Innenraum von St. Maria ist im Stil des Barock ausgestattet. Großflächige Gemälde an der Decke, die 1735 von Maler Tobias Gebhard angefertigt wurden, weisen auf die Wallfahrertradition hin. Der Hochaltar der Kirche wurde ursprünglich 1665 von Andreas Müller, einem Schüler des Kulmbacher Bildhauers Hans Georg Schlehendorn, für den Vorgängerbau der Basilika Vierzehnheiligen bei Bad Staffelstein geschaffen und im Herbst 1772 aufgrund des Neubaus der Basilika nach Haßlach gegeben. Er zeigt die plastische Darstellung eines Baumes, auf dessen Ästen die 14 Nothelfer platziert sind. In der Mitte der Baumkrone befindet sich die Gottesmutter mit dem Jesuskind, darüber eine Darstellung des Erzengels Michael. Über den Durchgängen an den beiden Seiten des Altars befinden sich Figuren des Hirtenpatrons Wendelin und des Pestpatrons Sebastian. Neben dem Hauptaltar ergänzen zwei Seitenaltäre die Ausstattung. Der rechte wurde 1663 von Hans Georg Schlehendorn geschaffen und diente ursprünglich als Hauptaltar der Kirche. Er zeigt ebenfalls plastische Darstellungen der Muttergottes mit den 14 Nothelfern.